# هور در آتش
هور در آتش فیلمی به کارگردانی و نویسندگی عزیزالله حمیدنژاد ساختهٔ سال ۱۳۷۰ است.

## خلاصه فیلم
رحمت به خط مقدم منتقل شده و بابا عقیل به علت کهولت سن پشت جبهه مانده تا در انبار نان خدمت کند. بابا عقیل موقع مراجعت برای رحمت پیغام می‌فرستد تا او را ملاقات کند، اما با شروع حمله دشمن رحمت فرصت نمی‌یابد که به پشت جبهه حرکت کند. بابا عقیل تصمیم می‌گیرد به خط مقدم برود. یک جوان بسیجی به نام…

## بازیگران
- مهدی فقیه در نقش بابا عقیل
- مهدی قلی‌پور در نقش مولایی
- محمدرضا رحمانی در نقش فرمانده
- محمدرضا مهدوی در نقش رحمت
- علیرضا یزدان‌خواه در نقش معاون فرمانده
- محمد گوهری در نقش قاسم
- حسین یاری در نقش مهدی
- اسماعیل امیدی در نقش بی‌سیم‌چی فرمانده
- حسن خانی در نقش رزمنده سنگر موتوری
- تقی جوادی در نقش غواص عراقی
- سید اخلاص موسوی در نقش رزمنده داخل کمین
- سهراب سلامتی در نقش رزمنده داخل کمین
- اکبر افلاطونی در نقش رزمنده داخل کمین
- حبیب‌الله کاسه‌ساز در نقش مسئول مخابرات
- مهرشاد کارخانی در نقش نگهبان پاسگاه
- آصف رفیعی در نقش مسئول اسلحه‌خانه
- داوود توحیدپرست در نقش تعمیرکار بی‌سیم
- عادل کرمی در نقش قایقران

## مستند
الهام حسامی در سال ۱۳۸۹ مستندی را با نام «هور در آتش» ساخته و کارگردانی کرده است که در این مستند برخی از عوامل و سازندگان فیلم «هور در آتش» حضور داشتند و این فیلم را بررسی کرده‌اند. حمیدنژاد کارگردان، مهدی فقیه بازیگر، محسن ذوالانوار فیلم‌بردار، علی کسمایی مدیر دوبلاژ و محمدرضا شرف‌الدین مدیر جلوه‌های ویژه دربارهٔ تولید این فیلم به گفتگو می‌پردازند. همچنین در این مستند جواد طوسی و حسین معززی‌نیا از منتقدان سینما، فیلم را مورد نقد و بررسی قرار داده و دیدگاه مرتضی آوینی را در این‌باره بیان کرده‌اند. به گزارش خبرگزاری مهر، این مستند از شبکه چهار سیما پخش شده است. الهام حسامی محقق و کارگردان و ناهید دل‌آگاه تهیه‌کننده این اثر تلویزیونی هستند.